# Johannes Herda
Johannes Herda (* 4. Juli 1929 in Dyhernfurth, Kreis Wohlau, Provinz Niederschlesien) ist ein ehemaliger Lehrer und Parteifunktionär der Blockpartei Christlich-Demokratische Union Deutschlands (DDR). Er war langjähriger Volkskammerabgeordneter.

## Leben
Herda wuchs im niederschlesischen Dyhernfurth als Kind einer Arbeiterfamilie auf. Nach der Volksschule begann er 1943 eine Lehre als Industriekaufmann, die er aber durch das Kriegsende nicht mehr beenden konnte. Im Alter von 15 Jahren wurde Herda noch zum Kriegsdienst eingezogen und geriet dabei in amerikanische Kriegsgefangenschaft, aus der er aber nach kurzer Zeit wieder entlassen wurde. Auf der Suche nach seinen Eltern und der nicht mehr möglichen Rückkehr in seine Heimat, die nunmehr zu Polen gehörte, verschlug es ihn ins sächsische Roßwein, wo er zunächst Arbeit in einer kleinen Druckerei fand. Als diese einen Aufruf zur Gewinnung von Neulehrern druckte, meldete sich Herda prompt darauf. Nach einem Neulehrerlehrgang gab er ab September 1946 in der Etzdorfer Grundschule Unterricht. Aus Mangel an Wohnraum richtete sich Herda im Dachgeschoss der Schule eine Wohnung ein, die er später noch ausbaute. Politisch betätigte sich der Katholik Herda ab 1946 in der CDU der sowjetischen Besatzungszone. Zunächst baute er die CDU-Ortsgruppe Roßwein mit auf, später übernahm er die Leitung der Etzdorfer Ortsgruppe. 1949 absolvierte er die erste Lehrerprüfung.
In der Folge war Herda maßgeblich daran beteiligt, dass die Etzdorfer Schule in der landwirtschaftlich dominierten Gegend zu einer prägenden dörflichen Einrichtung wurde. Dies ging so weit, das die Schule für ein Modellprojekt ausgewählt wurde, welches die Einrichtung von Tageschulen vorsah. In diesen Tagesschulen wurden die Kinder von der 1. bis zur 6. Klasse ganztägig betreut. Dieses republikweite Projekt, welches von der Rostocker Universität ab 1960 wissenschaftlich betreut wurde, erfuhr auch international viel Anerkennung und gilt als Vorläufer der späteren Hortbetreuung in der DDR. Herda, mittlerweile stellvertretender Schuldirektor, kümmerte sich innerhalb dieses Projektes maßgeblich um die Nachmittagsgestaltung. Die Beteiligung Herdas an diesem Projekt machten ihn auch parteipolitisch interessant.
Er wurde Anfang der 1960er Jahre zum Vorsitzenden des Arbeitskreises Kulturarbeit auf dem Lande innerhalb der kulturpolitischen Arbeitsgemeinschaft beim Hauptvorstand der CDU ernannt. Auch infolge Herdas Engagements erhielt die Etzdorfer Oberschule 1962 die für eine Schule eher außergewöhnliche Ehrung mit dem Vaterländischen Verdienstorden in Bronze als Zeichen der Anerkennung hervorragender Verdienste auf dem Gebiet der Volksbildung. 1963 wurde Herda in den Zentralvorstand der Gewerkschaft Unterricht und Erziehung gewählt, 1964 erfolgte seine Ernennung zum Oberstudienrat. Auf dem 11. Parteitag der CDU Ende September gleichen Jahres in Erfurt wählten die Parteitagsdelegierten Herda als Nachfolgekandidat des Hauptvorstandes der CDU. 1966 rückte er in Nachfolge des verstorbenen Parteivorsitzenden August Bach als Mitglied in den Hauptvorstand auf.
Entsprechend seiner Parteifunktion kandidierte Herda 1967 erstmals zu den Volkskammerwahlen. Er wurde im Wahlkreis 61 als Nachfolgekandidat gewählt. Beruflich war Herda zu diesem Zeitpunkt bereits mit neuen Aufgaben betraut worden, er führte seit 1966 als Direktor die Polytechnische Oberschule in Marbach. 1971 wurde er erstmals als Abgeordneter in die Volkskammer gewählt. In späteren Wahlperioden agierte er dabei als 1. Stellvertreter des Ausschussvorsitzenden für Volksbildung und Mitglied der interparlamentarischen Gruppe. Diese Tätigkeit ermöglichte Herda in seiner Funktion als Abgeordneter und Vertreter der DDR auch Reisen ins westliche Ausland. Trotz dieser teilweise großen Staatsnähe wurde dem Pädagogen während der politischen Wende in der DDR parteiintern eine wichtige Rolle beigemessen.
Herda leitete am 10. November 1989 die Nominierungskommission, die für die Vorschläge zur Wahl eines neuen Parteivorsitzenden verantwortlich zeichnete. Auf dieser Sitzung des CDU-Hauptvorstandes wurde in der Folge der langjährige Parteivorsitzende Gerald Götting vom späteren und letzten DDR-Ministerpräsidenten Lothar de Maizière abgelöst.
In der Volkskammer kam Herda für kurze Zeit mehr Verantwortung zu. Da der Ausschussvorsitzende für Volksbildung, Kurt Hager, von seinen politischen Funktionen zurückgetreten war, leitete Herda zunächst diesen Ausschuss, der sich auch mit einer Reformierung des Schulsystems der DDR beschäftigte.

## Ehrungen
- 1966: Ernst-Moritz-Arndt-Medaille[8]
- 1970: Vaterländischer Verdienstorden in Bronze[9]
- 1977: Verdienter Lehrer des Volkes[10]
- 1984: Stern der Völkerfreundschaft in Silber[11]
- 1989: Vaterländischer Verdienstorden in Gold[12]